# Lucas Robertone
Lucas Gastón Robertone (ur. 18 marca 1997 w Concordii) – argentyński piłkarz występujący na pozycji pomocnika w hiszpańskim klubie UD Almería. Były młodzieżowy reprezentant Argentyny.

## Kariera klubowa

### CA Vélez Sarsfield
Lucas Robertone dołączył do młodzieżowych zespołów CA Vélez Sarsfield w 2011 roku w wieku 14 lat. Do seniorskiej drużyny został włączony w 2016 roku. 16 sierpnia zadebiutował w barwach El Fortín w meczu z CD Juventud Unida w ramach Copa Argentina. Spotkanie to zakończyło się przegraną Vélez Sarsfield po rzutach karnych. Robertone grał od pierwszej minuty.
27 sierpnia 2016 Lucas zaliczył debiut w lidze argentyńskiej w ramach meczu 1. kolejki z Gimnasia y Esgrima La Plata. Robertone wszedł na boisko w 83. minucie za Gonzalo Díaza. El Fortín ostatecznie przegrali ten mecz 0:2.
Na pierwszego gola Lucas Robertone musiał czekać do 24 lutego 2018 roku, kiedy to jego Vélez Sarsfield mierzyło się w lidze z CA River Plate. Lucas do siatki trafił w 69. minucie, a asystował mu Matías Vargas. Robertone zagrał 74. minuty tego spotkania, które zakończyło się wynikiem 1:0 - tym samym jego trafienie było tym na wagę trzech punktów.

### UD Almería
1 października 2020 roku Lucas Robertone przeszedł do hiszpańskiego zespołu UD Almería za kwotę 6,4 mln €. Związał się z klubem pięcioletnim kontraktem.
W zespole Indálicos zadebiutował już 10 października 2020 roku w meczu 5. kolejki Segunda División z UD Logroñés. Lucas wszedł na boisko w 73. minucie za José Carlosa Lazo. Spotkanie to zakończyło się wynikiem 0:1 dla Logroñés.
Pierwszego gola w Almerii strzelił 6 stycznia 2021 roku w meczu z CD Numancią w ramach 2. rundy Pucharu Króla. Lucas dokonał tego w 43. minucie, kiedy to asystował mu Jordi Escobar. W tym samym meczu strzelił również drugą bramkę - tym razem w 90. minucie. To starcie zakończyło się wygraną Indálicos 2:1, a Robertone zagrał pełne spotkanie.
Swoje pierwsze ligowe trafienie Lucas zaliczył 30 marca 2021 roku w ramach meczu 32. kolejki Segunda División przeciwko Máladze CF. W 12. minucie po asyście José Carlosa Lazo Robertone strzelił swoją pierwszą ligową bramkę. Był to gol otwierający wynik spotkania, które ostatecznie zakończyło się wynikiem 3:0 dla UD Almería.
W grudniu 2022 roku klub ogłosił przedłużenie kontraktu z Robertone do czerwca 2028 roku.

## Kariera reprezentacyjna
Lucas Robertone reprezentował Argentynę jedynie na szczeblu U-23. Pierwszy mecz reprezentacyjny zagrał 4 września 2019 roku w wygranym 5:0 spotkaniu z reprezentacją Boliwii U-21. Lucas na plac gry wszedł w 70. minucie za Juliána Álvareza. Pierwszego i jedynego gola w reprezentacji Argentyny U-23 strzelił 13 października 2019 roku w meczu z reprezentacją Meksyku U-22. Dokonał tego w 62. minucie meczu.